# Arthur Berkun
Arthur Franz Hermann Wilhelm Berkun (Pseudonym: Arthur Berkun-Wulffen, * 27. Oktober 1888 in Crossen an der Oder; † 11. März 1954 in Berlin) war ein deutscher Schriftsteller.

## Leben
Arthur Berkun besuchte das Gymnasium und das Preußische Kadettenkorps. Er arbeitete als Redaktionsvolontär in Magdeburg und diente dann als Offizier. Nach dem Ersten Weltkrieg war er als Dramaturg und Regisseur in der Kulturabteilung der UFA tätig. Außerdem arbeitete er als Dramaturg und Lektor für Theaterverlage und als Pressechef und Verwaltungsdirektor für Zirkusunternehmen wie Circus Krone. Während des Zweiten Weltkriegs war er Referent für Einsatz und Psychologie der Kriegshunde im Generalstab des Heeres. Er beendete seine Militärkarriere als Major der Reserve.
Berkun veröffentlichte in den Zwanziger- und Dreißigerjahren zahlreiche Einakter – vorwiegend Komödien  und Schwänke – für das Laientheater. Von seinen nach 1933 erschienenen Werken, die häufig eine militaristische Tendenz aufweisen, standen nach 1945 in der Sowjetzone bzw. der frühen DDR zehn Titel auf der „Liste der auszusondernden Literatur“. Er war auch Autor einiger Hörspiele.
Berkun lebte in Berlin. Er war in dritter Ehe mit Helene, geb. Herfort, verheiratet und hatte eine Tochter. Sein Großvater mütterlicherseits war der Komponist Thuiskon Hauptner (1821–1889).

## Werke
- Dem Frieden entgegen!, Berlin 1917
- Theologische Miniaturen, Charlottenburg 1919
- Harry soll heiraten, Mühlhausen i. Thür. 1925 (unter dem Namen Arthur Berkun-Wulffen)
- Wo die Berge tragen Reben ..., Berlin 1925 (unter dem Namen Arthur Berkun-Wulffen)
- Die Zeit der Schmach, Berlin 1925 (unter dem Namen Arthur Berkun-Wulffen)
- Der beste Arzt, Mühlhausen i. Thür. 1926 (unter dem Namen Arthur Berkun-Wulffen)
- Die Juwelen-Gräfin, Mühlhausen i. Thür. 1926 (unter dem Namen Arthur Berkun-Wulffen)
- Das Perlenkollier, Mühlhausen i. Thür. 1926 (unter dem Namen Arthur Berkun-Wulffen)
- Der Seitensprung, Mühlhausen i. Thür. 1926 (unter dem Namen Arthur Berkun-Wulffen)
- Hilfe! 'ne Maus!, Mühlhausen i. Thür. 1927 (unter dem Namen Arthur Berkun-Wulffen)
- Eine Operation im Löwenkäfig, Straßburg 1927 (unter dem Namen Arthur Berkun-Wulffen, zusammen mit Georges Dennler)
- Tantchen kommt zu Besuch!, Mühlhausen i. Thür. 1927 (unter dem Namen Arthur Berkun-Wulffen)
- Das Amazonenkorps, Berlin 1928 (unter dem Namen Arthur Berkun-Wulffen)
- Amnestie, Mühlhausen i. Th. 1928 (unter dem Namen Arthur Berkun-Wulffen)
- Berstende Schollen, Mühlhausen i. Th. 1928 (unter dem Namen Arthur Berkun-Wulffen)
- Der falsche Waldemar, Mühlhausen i. Th. 1928 (unter dem Namen Arthur Berkun-Wulffen)
- Madame Unbekannt, Mühlhausen i. Th. 1928 (unter dem Namen Arthur Berkun-Wulffen)
- Schloß Raunenstein, Mühlhausen i. Th. 1928 (unter dem Namen Arthur Berkun-Wulffen)
- Sechs Minuten dreißig Sekunden, Berlin 1928 (unter dem Namen Arthur Berkun-Wulffen)
- Der gestohlene "Ajax", Mühlhausen i. Thür. 1929 (unter dem Namen Arthur Berkun-Wulffen)
- Ramses, der Verschnupfte, Mühlhausen i. Thür. 1929 (unter dem Namen Arthur Berkun-Wulffen)
- Die g'schwollene Sucht, Mühlhausen i. Th. 1930
- Die Löwenbändigerin oder Madame Potiphar, Mühlhausen i. Th. 1930
- Musketier Pumpel, Mühlhausen i. Th. 1930
- Die schöne Helena oder Eine verunglückte Generalprobe, Leipzig 1930 (unter dem Namen Arthur Berkun-Wulffen)
- S.O.S., Berlin 1930
- Der Spuk in der Antenne, Leipzig 1930 (unter dem Namen Arthur Berkun-Wulffen)
- Aber Max, Berlin 1931 (zusammen mit Fritz Georg Dietrich)
- Deutsche Mädel, Berlin 1934
- Der Überfall im Erlengrund, Berlin 1934
- Alte Kameraden, Berlin 1935
- Die Axt im Haus, Berlin 1935
- Die deutschen Mädel aus Peru, Mühlhausen 1935
- Ein feste Burg, Berlin 1935
- Der Muskelkater, Berlin 1935
- Unbekannte Helden, Berlin 1935
- Der Wilddieb, Mühlhausen 1935
- Drei Bürgen, Mühlhausen 1936
- Der General, Berlin 1936
- Marschbefehl, Berlin 1936
- Plunder, Berlin 1936
- Also sprach der Kadett ..., Karlsruhe [u. a.] 1937
- Deutsche Mutter, Mühlhausen 1937
- 2 Szenen aus dem Büroleben für 3 Spieler, Berlin 1938
- Das ruhige Zimmer, Mühlhausen 1939
- Kamerad Bursche, Berlin 1941
- Paris der Löwe, Düsseldorf 1955

## Herausgeberschaft
- Serenissimus-Spiele, Mühlhausen i. Thür. 1926 (herausgegeben unter dem Namen Arthur Berkun-Wulffen)
- Vereinsreden für alle Sportkreise, Mühlhausen i. Th. 1928 (herausgegeben unter dem Namen Arthur Berkun-Wulffen)
- Der Vergnügungsvorstand, Mühlhausen i. Thür. 1928 (herausgegeben unter dem Namen Arthur Berkun-Wulffen)
- Volk in Trauer, Mühlhausen i. Thür 1928 (herausgegeben unter dem Namen Arthur Berkun-Wulffen)
- Die Festleitung, Mühlhausen i. Thür. 1929 (herausgegeben unter dem Namen Arthur Berkun-Wulffen)